# Lange Gasse 16 (Quedlinburg)

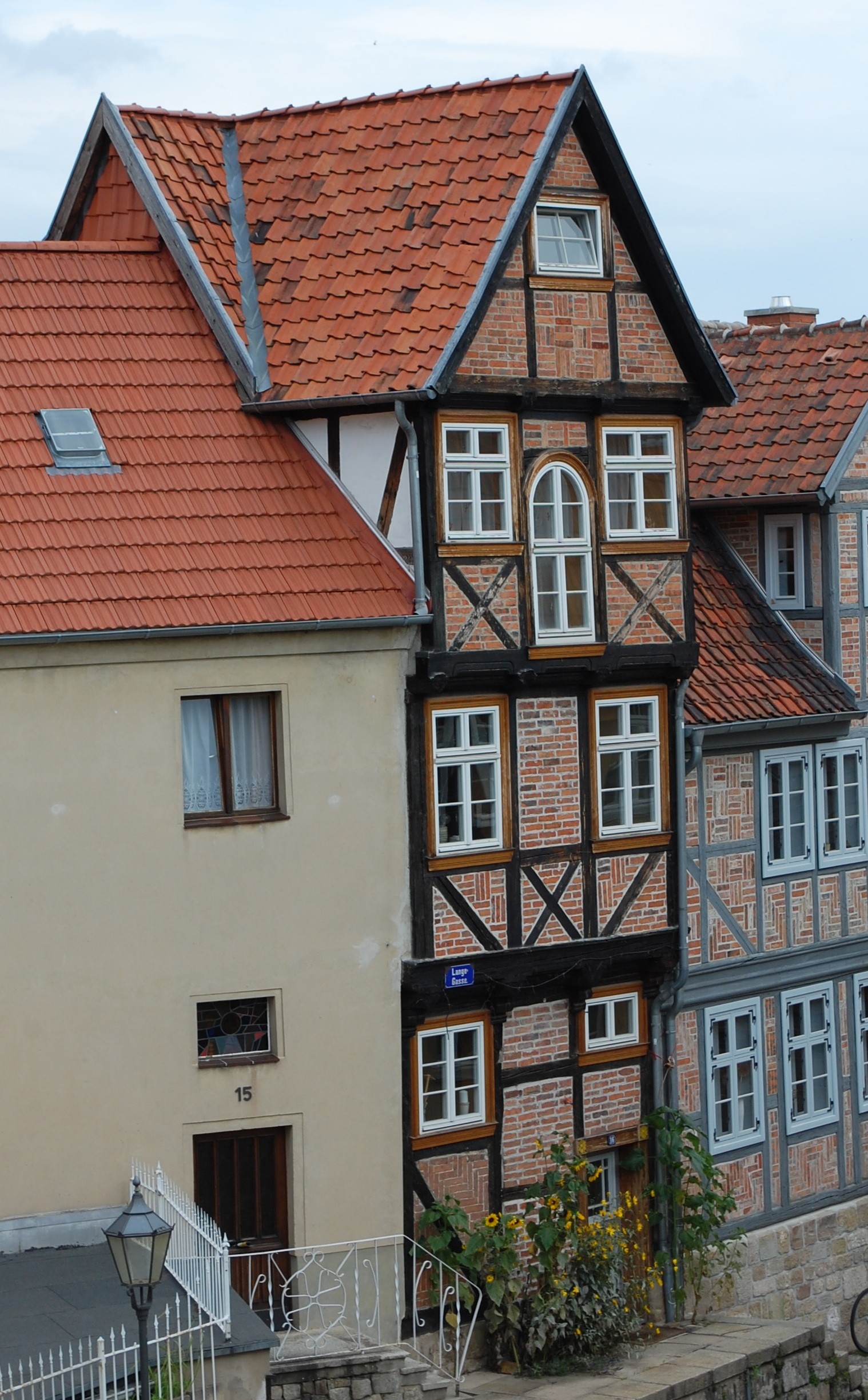
Haus Lange Gasse 16

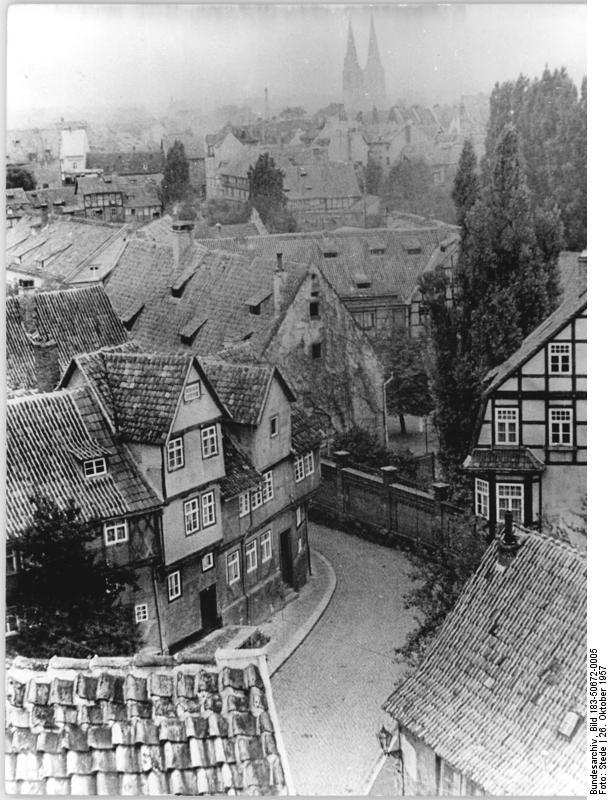
Blick auf die Lange Gasse 16 mit Nachbarhäusern, 1957

Das Haus Lange Gasse 16 ist ein denkmalgeschütztes Gebäude in Quedlinburg in Sachsen-Anhalt.

## Lage
Das im Quedlinburger Denkmalverzeichnis als Wohnhaus eingetragene Gebäude befindet sich im Quedlinburger Stadtteil Westendorf östlich des Schloßberges. Es gehört zum UNESCO-Weltkulturerbe. Östlich grenzt das gleichfalls denkmalgeschützte Haus Lange Gasse 17 an.

## Architektur und Geschichte
Das schmale, hoch aufragende Fachwerkhaus wurde nach einer Bauinschrift im Jahr 1693 durch den Zimmermann Martin Lange errichtet. Auf ihn verweist die Inschrift MARTIN LANGE ZM. Bemerkenswert ist das die gesamte Breite des Hauses einnehmende Zwerchhaus. Es verfügte ursprünglich über einen Mechanismus zum Aufzug von Waren.
Die Fachwerkfassade ist mit Schiffskehlen und Pyramidenbalkenköpfen verziert. Jüngeren Datums ist die bestehende Zierausmauerung der Gefache.